# خلیل الزیانی
خلیل الزیانی (عربی: خليل أبراهيم الزياني؛ زادهٔ ۲۱ مهٔ ۱۹۴۷) بازیکن و مربی فوتبال اهل عربستان سعودی بود.
از باشگاه‌هایی که در آن بازی کرده‌است می‌توان به الاتفاق عربستان و عربستان سعودی اشاره کرد.

## تیم ملی
وی همچنین در تیم ملی فوتبال عربستان سعودی بازی کرده‌است.